# Azur Arena Antibes
 (avril 2025).
Si vous disposez d'ouvrages ou d'articles de référence ou si vous connaissez des sites web de qualité traitant du thème abordé ici, merci de compléter l'article en donnant les références utiles à sa vérifiabilité et en les liant à la section « Notes et références ».
L'Azur Arena Antibes est une salle multisports située à Antibes dans les Alpes-Maritimes. Son inauguration a eu lieu le 15 août 2013 avec une rencontre amicale de basket-ball entre la France et la Serbie.

## Histoire
- 23 juin 2015 : le délégataire de service public (VM06160) est en liquidation judiciaire.

## Description technique
Le bâtiment dispose de la norme HQE.

## Accès

### Transports urbains
En bus (réseau Envibus) : lignes 1, 7, 9, 21, 22

## Évènements
Les 15, 16 et 17 août 2013 s'y déroule l'Euro Tour 2013 masculin, un tournoi de préparation au championnat d'Europe de basket 2013 opposant les équipes de France, de Serbie et de Georgie.
- Jeudi 15 août - 20h30 :  France -  Serbie : 78-74ap
- Vendredi 16 août - 20h30 :  Serbie -  Géorgie : 71-75
- Samedi 17 août - 20h30  :  France -  Géorgie : 86-71

Habituellement, la salle accueille les rencontres à domicile des Sharks d'Antibes, évoluant en Pro B.
La salle accueille plusieurs éditions du plateau final de la Coupe de France de basket fauteuil, avant de recevoir en 2024 le Tournoi qualificatif paralympique.